# Carrascalejo
Carrascalejo é um município da Espanha na província
de Cáceres,
comunidade autónoma da Estremadura, de área 48,48 km² com
população de 225 habitantes (2021).
O patrono da vila é São Mateus, cujas festas ocorrem na semana de 21 de setembro, com corrida de touros e campeonato de tiro aos pratos.

## Demografia
| Variação demográfica do município entre 1991 e 2004 | Variação demográfica do município entre 1991 e 2004 | Variação demográfica do município entre 1991 e 2004 | Variação demográfica do município entre 1991 e 2004 |
| --------------------------------------------------- | --------------------------------------------------- | --------------------------------------------------- | --------------------------------------------------- |
| 1991                                                | 1996                                                | 2001                                                | 2004                                                |
| 495                                                 | 455                                                 | 398                                                 | 397                                                 |

1. ↑  «Cifras oficiales de población resultantes de la revisión del Padrón municipal a 1 de enero» (ZIP). www.ine.es (em espanhol). Instituto Nacional de Estatística de Espanha. Consultado em 19 de abril de 2022